# Tony Dunham
Tony Dunham (* 9. April 1956 in London) ist ein britischer Autor, Schauspieler und Regisseur. Er übersiedelte 1989 nach Deutschland und lebt seither in Köln.

## Leben
Tony Dunham wuchs in seinem Geburtsort London auf und absolvierte dort seine schulische Ausbildung. Nach dem Gymnasium studierte er Theater- und Literaturwissenschaft an der britischen University of Warwick in West Midlands. Neben seinem Studium bildete er sich autodidaktisch zum Schauspieler aus. Von Mitte 1980 bis Anfang 1981 arbeitete er als Pfleger im St Bartholomew’s Hospital in London; anschließend war er von Februar 1981 bis Juli 1981 als Schauspiellehrer an der US-amerikanischen University of California, Irvine tätig. Nach seiner Rückkehr nach England arbeitete er von September 1981 bis Juni 1982 als Schauspiel-Therapeut in vier verschiedenen psychiatrischen Kliniken der Shape London Ltd. in London.
1981 gründete er zusammen mit dem Schauspieler und Regisseur Robert Siān in London die Comedy-Gruppe Confederacy of Fools, mit der er 1989 nach Köln übersiedelte. Dunham übernahm seit Gründung die künstlerische Leitung der Comedy-Gruppe. Als deren Hausautor schrieb er pro Jahr regelmäßig im Komödien-Genre ein neues Theaterstück, das er selbst inszenierte und in dem er auch als Schauspieler auftrat. Bei zwei Stücken arbeitete er mit einem Co-Autor zusammen, so 1981 (Marathon) mit Robert Siān und 1984 (The wonderful, wonderful, sexy World of Theatre) mit Richard H. Reeves. Außer als Autor, Regisseur und Schauspieler war er auch als Produzent und Tour-Manager für Confederacy of Fools tätig. Wie zuvor in England, hatte die Comedy-Gruppe nach ihrem Wechsel nach Köln zahlreiche Auftritte in ganz Deutschland und zudem einzelne Engagements im europäischen Ausland.
Von 1981 bis 2016 schrieb Dunham 27 Stücke in Englisch, von denen knapp die Hälfte ins Deutsche übersetzt wurde. Seine 1990 herausgebrachte Single-Komödie Traumfrau verzweifelt gesucht wurde von Confederacy of Fools bis 2016 in mehr als 800 Aufführungen in Deutschland gezeigt; zahlreiche weitere deutsche Theater hatten die Komödie in eigener Inszenierung auf dem Spielplan. Seit 1992 trat die Comedy-Gruppe in Köln mehrmals im Theater am Sachsenring (TAS) auf. Im Auftrag des TAS schrieb Dunham die Theaterstücke  Cloudbuster, Stumm! und echt brecht, die alle drei von Joe Knipp, dem künstlerischen Leiter des TAS, inszeniert wurden.
Darüber hinaus übernahm Dunham von Mitte der 1990er bis Anfang der 2000er Jahre einzelne Regiearbeiten und Autorenaufträge für Bühne und Fernsehen. Außerdem trat er als Schauspieler in Nebenrollen bei zwei Spielfilmen auf (1993, 2013), hatte Sprechrollen bei einem Videospiel (2010), wurde in einem dokumentarischen Kurzfilm porträtiert und wirkte als Erzähler bei einer weiteren Kurzdokumentation mit (beide 2010).
Tony Dunham lebt und arbeitet in Köln.

## Theaterstücke für Confederacy of Fools (Auswahl)
Tony Dunhams Theaterstücke für Confederacy of Fools sind sämtlich in englischer Sprache erschienen. Teilweise liegen sie auch in deutscher Übersetzung vor und wurden in deutscher Sprache aufgeführt:
- 1981: zusammen mit Robert Siān: Marathon, Literatten-Verlag, Ulm (in deutscher Übersetzung: Marathon, VVB –Vertriebsstelle und Verlag Deutscher Bühnenschriftsteller und Bühnenkomponisten, Norderstedt)
- 1982: Ruth Erect, Literatten-Verlag, Ulm
- 1983: Intercourse, Literatten-Verlag, Ulm
- 1984: zusammen mit Richard H. Reeves: The wonderful, wonderful, sexy World of Theatre, Literatten-Verlag, Ulm (in dt. Übersetzung: Die wunderbare, wunderbare sexy Welt des Theater, VVB, Norderstedt)
- 1985: Skeeter and the Boy
- 1986: Mess, Literatten-Verlag, Ulm (in dt. Übersetzung: Doktor-Spiele, VVB, Norderstedt)
- 1987: Love-A psychological Perversity, Literatten-Verlag, Ulm (in dt. Übersetzung: Liebe, Sex und Therapie, VVB, Norderstedt)
- 1988: A Pile of Dogs, Literatten-Verlag, Ulm
- 1989: The Underpant Revue
- 1990: Heartland, Literatten-Verlag, Ulm (in dt. Übersetzung: Traumfrau verzweifelt gesucht, VVB, Norderstedt)
- 1991: Phil Noir, Literatten-Verlag, Ulm (in dt. Übersetzung: Schnüffler, Sex und schöne Frauen, VVB, Norderstedt)
- 1992: Flux, Literatten-Verlag, Ulm (in dt. Übersetzung: Frauen, Frust und Fruchtbarkeit, VVB, Norderstedt)
- 1993: F...Access all Areas and Passion, Literatten-Verlag, Ulm (in dt. Übersetzung: Extase, VVB, Norderstedt)
- 1994: Bing Sings and on your Bike, Literatten-Verlag, Ulm
- 1995: Bad Manners, Literatten-Verlag, Ulm
- 1996: Cloudbuster, Literatten-Verlag, Ulm (in dt. Übersetzung: Cloudbuster: die Funktion des Orgasmus, VVB, Norderstedt)
- 1997: Silents Please!, Literatten-Verlag, Ulm (in dt. Übersetzung: Stumm!, VVB, Norderstedt)
- 1998: Great Expectations, Literatten-Verlag, Ulm
- 1999: Tarara Boom, Fischer Verlag, Berlin
- 2000: What’s the Mata Hari?, Literatten-Verlag, Ulm
- 2001:  echt brecht, Literatten-Verlag, Ulm (in dt. Übersetzung: echt brecht)
- 2002: Struttin’ an Frettin’, Literatten-Verlag, Ulm

## Weitere Regiearbeiten
Bühne
- 1994: Die Flurk, Fakkelteater, Antwerpen, Belgien
- 1998: Schwarze Komödie, Burghofbühne Dinslaken, Landestheater im nordrhein-westfälischen Kreis Wesel
- 2002: Griess gegen Griess, Köln

Fernsehen
- 1995: Dirk Bach Show, RTL
- 1998: April-Hailer-Show, ZDF
- 2000: Co-Autor bei: Zwei vom Blitz getroffen, SAT1